# Gene Kelly
Gene Kelly (Pittsburgh, 23. kolovoza 1912. – Beverly Hills, 2. veljače 1996.), američki glumac, plesač, pjevač, koreograf i redatelj.
Jedan od velikana danas potisnutog filmskog žanra - mjuzikla. U mladosti je diplomirao ekonomiju i novinarstvo na Sveučilištu u Pittsburghu. U to vrijeme izdržavao se kao instruktor plesa što je kasnije utjecalo i na njegovu profesionalnu orijentaciju. Početkom tridesetih godina definitivno se odlučio za poziv plesača. Brodvejsku karijeru započeo je 1938. nastupajući kao zborist u mjuziklu.
Ubrzo je stekao ugled kao vrstan koreograf, a zaredale su i uloge u uspješnim predstavama. To mu je 1942. godine omogućilo i ulazak u svijet filma. Glazbene komedije "Amerikanac u Parizu" (u kojem pratimo sentimentalne peripetije američkog slikara) i glazbeni film "Pjevajmo na kiši" (o kraju ere nijemog filma i njegovih zvijezda) - pružile su Kellyu idealnu priliku za demonstraciju vlastitog talenta. Dopadljivim izgledom i glasom, spontanom glumom i akrobatikom svog plesa osvojio je simpatije široke publike. Američka filmska akademija nagradila ga je 1951. Oscarom za doprinos filmskoj koreografiji, a od 1956. se i samostalno bavio režijom glazbenih filmova od kojih su najuspješniji "Poziv na ples" i "Hello Dolly".
Umro je od posljedica moždanog udara.